# She Past Away
She Past Away — турецький гурт, що виконує музику в стилі постпанк. Гурт заснували Волкан Джанер (вокал та гітара) та Ідріс Акбулут (бас-гітара) у 2006 році у місті Бурса. Гурт відомий через музичний стиль, що поєднує дарквейв з постпанком, а також готичний образ музикантів.
У 2015 році бас-гітарист Ідріс Акбулут покинув гурт, а Дорук ʼЕзтюркджан, продюсер гурту, почав працювати як клавішник.
У грудні 2018 року в інтервʼю незалежному музичному вебжурналу Дорук ʼЕзтюркджан оголосив вихід нового альбому в 2019 році, а також тур США.
31 травня 2019 року відбувся цифровий випуск третього альбому «Діско Анксієте» («Disko Anksiyete»), що переважно базувався на звуках диско, втім не позбувся типового стилю звучання гурту.

## Учасники гурту
Поточні учасники
- Волкан Джанер — вокал, гітара (2006–нині)
- Дорук ʼЕзтуркджан — клавіші, драм-машина (2015–нині), продюсер (2009–нині)

Колишні учасники
- Ідріс Акбулут — бас-гітара (2006–2015)

## Дискографія

### Студійні альбоми
- Belirdi Gece (Белірді ґедже, «Запанувала ніч») (2012) Remoov / Fabrika Records
- Narin Yalnızlık (Нарін ялнизлик, «Тендітна самотність») (2015) Remoov / Fabrika Records
- Disko Anksiyete (Діско анксієте, «Диско-тривожність») (2019) Remoov / Metropolis Records / Fabrika Records
- X («Ікс») (2020) Metropolis / Fabrika Records

### Мініальбом
- Kasvetli Kutlama (Касветлі кутлама, «Гнітюче святкування») (2010) Remoov

## Зовнішні посилання
- She Past Away у соцмережі «Facebook»
- Офіційний сайт